# Indice di fragilità
In informatica con il termine indice di fragilità o resilienza si indica la capacità di un sistema di adattarsi alle condizioni d'uso e di resistere all'usura in modo da garantire la disponibilità dei servizi erogati. Tali obiettivi si possono raggiungere mediante tecniche di ridondanza. Prendiamo il caso in cui si disponga, ad esempio, di un floppy disk ormai alla fine della sua vita utile e quindi con un elevato rischio di guasto. La resilienza può essere ottenuta duplicando la risorsa a disposizione per la scrittura dei dati.
Ad esempio si possono scrivere i dati su più dischi in modo da garantirsi contro la rottura di un singolo disco.
Quindi può essere un meccanismo di ridondanza per parti ritenute critiche. Ma può anche riguardare la distribuzione di un'applicazione su più calcolatori in modo da assorbire i carichi elaborativi.
I contesti di riferimento sono quelli relativi alla continuità operativa e al disaster recovery.